# Antoni Stanisław Łopaciński
Antoni Stanisław Łopaciński herbu Lubicz (ur. ok. 1720 - zm. ok. 1777) – sędzia ziemski, marszałek konfederacji barskiej.
Pochodził z gałęzi upitskiej Łopacińskich. Pod koniec lat 50. był rotmistrzem upickim. Deputat  powiatu upickiego na Trybunał Główny Wielkiego Księstwa Litewskiego, członek Koła Duchownego w 1743 roku, deputat w 1751 i 1761 roku, w 1762 był marszałkiem trybunału skarbowego. W 1760 został poborcą pogłównego żmudzkim, a w 1763 dostał urząd pisarza grodzkiego upickiego. W 1764 był elektorem Stanisława Augusta Poniatowskiego. Od 1765 sędzia ziemski upicki. 
Przystąpił do konfederacji barskiej. Pod naciskiem konfederacji wiłkomierskiej i kowieńskiej drobna szlachta sporządziła 24 września 1768 w Poniewieżu akt konfederacji upickiej, a Łopacińskiego przymusiła do przyjęcia laski marszałkowskiej. Akcja Rosjan i rozproszenie sąsiedzkich konfederacji przeszkodziły Łopacińskiemu w zorganizowaniu własnego oddziału. Uciekł do Prus, a w 1770 w Cieszynie złożył przysięgę w Generalności i do końca konfederacji barskiej reprezentował w niej powiat upicki.
Na początku 1773 powrócił do kraju. Z ramienia sejmu rozbiorowego brał udział w kilku komisjach do rozsądzenia spornych spraw majątkowych. Od maja 1773 uczestniczył w komisji sejmowej do odnowienia granic między Wielkim Księstwem Litewskim a Księstwem Kurlandzkim i Semigalskim. Zmarł prawdopodobnie w 1777.